# Bozioru
Bozioru é uma comuna romena localizada no distrito de Buzău, na região de Valáquia. A comuna possui uma área de  km² e sua população era de 1250 habitantes segundo o censo de 2007.